# Dicranota kaliya
Dicranota kaliya är en tvåvingeart som beskrevs av Alexander 1963. Dicranota kaliya ingår i släktet Dicranota och familjen hårögonharkrankar. Inga underarter finns listade i Catalogue of Life.